# معرض الأدميرال تشينغ هو
معرض الأدميرال تشينغ هو (بالصينية: 郑和文物纪念廊؛ البينيين: Zhèng Hé wénwù jìniàn láng) هو معرض مخصص لـتشنغ خه في مدينة ملقا، ماليزيا. تم افتتاحه في فبراير 2003 وارتبط بنمو السياحة داخل الولاية.
يعرض المعرض رحلة تشنغ خه إلى جنوب شرق آسيا وإرثه العظيم في العلاقات الدولية حيث أسس علاقات عظيمة بين أسرة مينغ والدول الأفريقية والآسيوية، مما أدى إلى تجارة مزدهرة وعادلة فيما بينهم.